# Luís Fabiano
Luís Fabiano, mit vollem Namen Luís Fabiano Clemente (* 8. November 1980 in Campinas), ist ein ehemaliger brasilianischer Fußballspieler.

## Karriere
Der Stürmer begann seine Karriere 1995 als Jugendspieler beim Guarani FC in seiner Geburtsstadt Campinas. 1997 wechselte er, nach einem kurzen Zwischenspiel beim Ituano FC, zum Stadtrivalen AA Ponte Preta. Dort konnte er mit guten Leistungen überzeugen und wechselte 2000 für die Ablösesumme von sieben Millionen Euro nach Frankreich zu Stade Rennes. Doch der Spieler war wohl noch zu jung für die Karriere in Europa, deshalb kam er ein Jahr später für 3,25 Millionen Euro wieder zurück nach Brasilien, zum FC São Paulo.
In den kommenden Jahren war Luís Fabiano einer der Leistungsträger São Paulos und spielte sich ins Blickfeld der Seleção. Es folgten Einsätze beim Konföderationen-Pokal 2003 in Frankreich, bei der Copa América 2004 sowie in einigen Freundschaftsspielen. Von 2003 bis 2004 bestritt er insgesamt zwölf Spiele für Brasilien und schoss dabei sechs Tore.
2004 ging der Brasilianer für 1,9 Millionen Euro zum FC Porto. Auch in Portugal konnte er nicht völlig überzeugen und so wechselte er nach nur einem Jahr nach Spanien zum FC Sevilla, der für den Mittelstürmer drei Millionen Euro bezahlte. In seiner ersten Saison erzielte er in 23 Spielen fünf Tore und wechselte sich mit dem malischen Frédéric Kanouté als Sturmpartner neben dem argentinischen Nationalspieler Javier Saviola ab. Am 10. Mai 2006 gewann er mit dem FC Sevilla das Finale des UEFA-Pokal 2005/06, in dem er einen Treffer zum 4:0-Sieg beisteuerte. In 93 Ligaspielen für Sevilla machte er 43 Tore in der Primera Division.
Der FC Porto besaß 25 % der Transferrechte, die übrigen 75 % wurden von der Firma Global Soccer Investments für 7,5 Millionen Euro vom FC São Paulo gekauft.
Beim Konföderationen-Pokal 2009, den Brasilien gewann, wurde er mit fünf Treffern Torschützenkönig und wurde von Journalisten zum zweitbesten Spieler des Turniers gewählt. Im Jahr 2009 wurde er außerdem mit dem Samba d’Or für den besten in Europa spielenden Brasilianer ausgezeichnet.
Mit drei Toren war er der erfolgreichste Torschütze Brasiliens während der Weltmeisterschaft 2010 in Südafrika, auch wenn er bei seinem zweiten Turniertreffer den Ball zuvor zweimal irregulär mit der Hand gespielt hatte. Luís Fabiano sprach später von der „allerheiligsten Hand Gottes“.
Am 12. März 2011 gab der FC Sevilla bekannt, dass Luís Fabiano für eine Ablösesumme von rund 7,6 Millionen Euro zum FC São Paulo zurückkehren werde, wo er einen Vier-Jahres-Vertrag unterschrieb. Mit São Paulo gewann er die Copa Sudamericana 2012, wobei er im ersten Finalspiel allerdings eine Rote Karte erhalten hatte.
Zur Saison 2016 schloss er sich Tianjin Quanjian für ein Jahr an. In 28 Einsätzen erzielte er 22 Treffer.
Anfang 2017 kehrte Luís Fabiano in seine Heimat zurück und schloss sich dem CR Vasco da Gama an. Er kam auf sieben Einsätze (ein Tor) in der Staatsmeisterschaft von Rio de Janeiro sowie auf zwölf Einsätze (fünf Tore) in der Série A.

## Privat
Im März 2005 wurde seine Mutter in Campinas entführt. Kurz zuvor waren bereits die Mütter von Grafite und Robinho als Geisel genommen worden, um Lösegeld zu erpressen.

## Erfolge
Nationalmannschaft
- Copa América: 2004
- Konföderationen-Pokal: 2009

FC São Paulo
- Torneio Rio-São Paulo: 2001
- Copa Sudamericana: 2012

FC Porto
- Weltpokal: 2004

FC Sevilla
- UEFA-Pokal: 2006, 2007
- UEFA Super Cup: 2006
- Copa del Rey: 2007, 2010
- Supercopa de España: 2007

## Auszeichnungen
- Copa dos Campeões Torschützenkönig: 2001
- Brasilianischer Torschützenkönig: 2002
- Torschützenkönig der Staatsmeisterschaft von São Paulo: 2003
- Silberner Ball beim FIFA-Konföderationen-Pokal 2009
- Torschützenkönig beim FIFA-Konföderationen-Pokal 2009
- Samba d’Or: 2009
- Torschützenkönig Copa do Brasil: 2012